# Румунизација
Румунизација Срба означава овде процесе пре свега одрођавања православних Срба, током прошлих векова у источном Банату и Подунављу, тадашње Аустрије (данашње Румуније). Румунизацијом, влашењем или повлашивањем  од Срба су постајали православни „Власи” (Румуни). Два блиска православна народа су ступала неминовно у присни контакт, који ће довести до потпуне превласти једног; у овом случају Румуна.

## Предисторија
Велико досељавање Срба у планински део Баната уследило је 1481. и 1521-1526. године. Прво насељавање под вођством Павла Кањижија, Вука Гргуревића и Димитра Јакшића догодило се пре 1481. године. Српски великаши повели су тада из околине Крушевца у Србији чак 60.000 Срба, населивши их у Темишварском грофовству. А Јован Јакшић је 1481. године из 150 српских села у Србији довео још око 50.000 Срба, који су се скућили на широком простору између река Дунава и Мориша, око градова Карансебеша, Лугоша и Темишвара. Друга сеоба из 16. века се везује за аустријске војне поразе од Турака, након пада Београда и Мохачке битке. Срби досељеници су попунили банатску равницу и опет али у мањем броју попели на брда источно од Карансебеша и Лугоша. Тада је Банат називан са пуним правом "Мала Рашка", јер је био густо насељен Србима.
Када су крајем 17. века ердељски владика Атанасије и румунски виши клир ушли тајно у унију са римокатолицима, народ није знао шта се догађа. Срби су прихватили све оне који нису били за унију, која се временом обзнанила, а налазили су се на аустријској територији. И та борба српског клира да спасу православне Румуне ишла је мање-више тајно, јер су аустријске државне власти биле против. Зато тај "братски православни загрљај" два народа, није ишао званично и одједном, већ постепено до половине 18. века. Већ 1730. године на Српском народно-црквеном сабору учествовало је неколико посланика православних Румуна из места Брашова. А 1735. године из писма митроплита карловачког Вићентија Јовановића Видака се види, да су ердељски православни Румуни спремили изабрану делегацију коју су чинили поп Евстатије Гридович и два бољара - Радул Гочман и Георгије Херсеј. Ови народни изасланици су имали задатак да упознају српског митрополита са својом ситуацијом, као и да због стрепње да ће их нови румунски епископ (када буде изабран) такође изневерити, затраже да их прими директно под своју јурисдикцију. Митрополит Вићентије Јовановић им је обећао, да ако буду изневерени да ће их прихвати. Следећих година српска јерархија је у том циљу радила, да се српске царске привилегије добијене од цара Леополда, прошире по целој аустријској територији - Ердељу, са образложењем да ту иначе живе измешани православни Срби и Румуни.
Румунизација Срба у Трансилванији (Ердељу) је посебна прича. Многобројни Срби избегли из Баната након пропасти устанка против Турака 1594. године населили су се у Сибињу, Београду (Алба Јулија), Понграду, Чергоду, Орестији, Пиану, Рајсдерфелду, Рашинарима и бројним другим околним насељима. У Сибињу је до 1796. године столовао српски епископ на трону Трансилванијске епархије. У државном шематизму државног клира Угарске из 1846. године може се сагледати - наслутити судбина тамошњих Срба. По историчару Радославу Грујићу: Могло би се рећи да су Срби ердељски претопили се у Румуне. Но то није могло бити док су у знатној маси међу њима становали; то се могло догодити, тек онда, пошто је већи део иселио се са раштрканим остацима. Бројни српски топоними и лична имена и презимена су показатељи погубног учинка "повлашивања" на српски народ. Преко 150 насеља је у то време још увек имало свештенике са типичним српским именом и презименом. А у месту Рашинари (Сибињ) потомак старе свештеничке српске породице поп Сава Поповић, постаће велики румунски идеолог, заједно са митрополитом Андрејем Шагуном. У својој књизи на румунском "Епистоли", у предговору поменуће Сава да је "био" (бивши) српског рода - și plecat serb. 
У круг познатијих порумуњених Срба спада и Јован Славић (Јоан Славичи) из Ширије. Он је поникао у српској породици, али све затим што се догађало одвојило га је од српских корена. Његов отац Сава усвојен је као дечак - сироче (без оца Илије) од стране Румуна, затим се оженио са Румунком, да би његов син млади Јован који је одрастао међу Румунима, васпитаван у румунском духу, похађао основну школу и цркву на румунском језику. Славић је постао велики национални борац за слободу Трансилваније, један од идеолога "румунског идентитета", бавио се књижевним радом и новинарством. Али поред свих заслуга, остао је познат и по надимку (добијеном од Румуна) који га је подсећао на порекло - Ioan Sârbu тј. Јован Србин.
Успостављањем српске верске јурисдикције над ердељским Румунима, који су се одупрли унијаћењу, узрок је будућих тихих међунационалних трвљења. Православни Власи у масама прелазе у источни планински део Баната, на аустријску територију. То ће довести до "повлашивања" Срба, који не успевају да се одрже, очувају национални идентитет пред силним досељеницима исте вере. Изгубиће најпре свој језик пред Власима који не показују респект, и кренути стазом отуђења од остатка српског корпуса.
Велики број Срба отишао је још источније населивши се између Ковасне и Брашова. Сви они су се претопили у Румуне, или како је написао један румунски аутор нестали су. О њиховом српском пореклу до средине 19. века сведочила су типично српска имена и презимена свештеника. О топонимима - српски речима и самој одредници Срби - да и не говоримо. Та карактеристика (везана за презимена) се дуго одржала је се свештенослужитељство преносило са оца на сина, па ту није било промене због континуитета. У државном шематизму православног клира Угарске 1846. године наилазимо у Ердељу не свештенике "Румуне": Стефана, Јоакима и Јована Поповића, Георгија Томовића, Јована Радовића, Георгија и Петра Поповића, а на пример само у месту Саду (Сибињ) са 347 православних породица или домова, су пароси: Стефан Стефановић, Димитрије Поповић и Никола Савовић. Таквих примера је преко стотину.

## Румунизација православних Срба
Наинтензивнија румунизација Срба кренула је од средине 18. века. Било је у некадашњој Крашо-северинској жупанији 366 сеоских општина, од којих је њих 190 или 53% места носило српски назив. Тада је укинута Потиско-поморишка граница што је довело до велике сеобе Срба милитараца из околине Арада и Темишвара. Језгро тамошњег српског становништва је отишло у царску Русију. Одсељавање и бројчано опадање Срба, пратило је веће померање Румуна ка западу. Дотад компактна српска по карактеру и имену насеља, постају мешовита и несложна. Разређени српски народни корпус имао је пред собом две могућности: померање на запад ка српском језгру или пристајање на вишедеценијску асимилацију. Дешавало се и једно и друго; обоје погубно. Некадашња етничка граница између Срба и Румуна, која је ишла важном царском саобраћајницом од Темишвара, преко Лугоша и Карансебеша, до бање Херкулане — Мехадије и Оршаве, била је након 1750. године поништена. Румунизација Срба извршена је прво у планинским областима Баната, о чему сведоче сачувани бројни српски називи места (и у њима старе цркве и гробља, са српским натписима) и топоними.
Срби су по правилу прво заборављали свој језик, али су дуго задржавали српско име и презиме. Разлог за то је пословична српска предусетљивост, у свему а посебно у говору. Да би комуницирали Срби су радо прелазили на туђи језик; друга страна би на томе профитирала. Тај раскорак имеђу идентитета и говора, може се пратити у пописима православног клира из 1797. године, Ерлеровог извештаја о Банату из 1774. године или Режеовог Шематизма православног клира из 1846. године. Поред промене језика, имена и презимена и српски народни називи насеља су бивали промењени. Поморишки српски Глоговац постао је не тако давно Владимиреску. А стари Божур је назван Трајан Вуја. А присећања ради, село Божур је 1797. године имало пароха поп Петра Живановића, рукоположеног 30. јуна 1795. године, од стране епископа Петра Петровића. У селу које носи српско име, је свештеник који носи типично српско име и презиме, али не говори српским језиком - јер ту сад више ништа није српско! 
Са друге стране Румуни су одбијали да уче српски језик и својим тврдокорним држањем у мешовитој средини, допринели одрођавању Срба. Вла ће све променити, и обичај и ношњу и све друго, само језик чува. Крајем 19. века готово сваки српски свештеник је говорио оба језика, српски и румунски. А само незнатан проценат и то образованијих румунских свештеника знао је и српски језик. Постојала је у 19. веку узречица Влах не учи лако туђега језика. 
Удајом Влахиња за срске младожење, сматрали су многи истраживачи — настао би редовно велики проблем у српској кући, који се најчешће разрешавао — „повлашивањем” прво деце па целе породице. Створила се читава фама о лепим Влахињама које су умеле и да врачају; смишљеним поступцима да омађијају село. Влашка магија је и данас на гласу као моћна манипулација, нарочито за обичан народ. Дешавало се да и цело село промени етничку припадност, мада је то тешко схватити. У Банату је постојала народна пословица на тему тему. Ел Влаина у село ушла, пропаде село. Срби су се често женили са Румункама, јер није требало имати пуно новца за женидбу; такав се обичај (куповина младе) у народу изродио. Највише и најпре је румунизација ишла по селима, међу сељаштвом. Да је то било опште позната ствар, сведочи (опет)"Српски летопис" из 1859. године. У њему се наводи актуелна током 19. века пословица код Срба у Банату: Бољ сина у Турке отерај, него га Влаином ожени.
Крајем 15. и почетком 16. века населили су се у источном Банату (јужној Мађарској) у многа села Зећани (Црногорци). Тај предео се назива Банатска Црна Гора, јер је реч о много насеља груписаних. Током 18. века ти Срби су се "повлашили"; примили су влашки језик и ношњу, али по свему другом остали су оно што су били - задржали српске особине. Када се око 1865. године одвајала влашка - Ердељска митрополија од српске - Карловачке, пробуди се код тих несрећних људи њихово народно српско чувство са свом силом. Нипошто не хтедоше бити Власи; они хтедоше са својом српском браћом и даље остати у црквеној заједници. Ти људи који су говорили само влашким језиком, ипак су се свим на свету клели да нису Власи, него Срби. Пред државном комисијом, су у очајању чупали "кике" и плачући молили комисију да им се дају српски свештеници и учитељи, па ће они за годину-две дана поново научити језик својих прадедова.
По мишљењу једног Србина Банаћанина из 1866. године, Румуни су вршили асимилацију Срба захваљујући пукој већини. Срби су били приморани да дају децу у румунске школе (када су то ове у једном моменту постале) и учећи на румунском језику, се "повлашили". Тим начином су наводно асимиловали чак 200.000 Срба. Српска неслога је слабост коју су Власи такође искористили. Да би сачували православну веру, а избегли унијаћење, Срби су изабрали (чинило им се) мање зло; претопили се у Влахе.
Интересантан је случај са местом Охаба Романа (Тимиш), које је тек 1925. године добило то име. Оно се раније звало прво Охаба, па затим Охаба Сербаска (Српска) од 1808. до 1925. године. По наведеним документима се види да је то село насељено претежно Власима, а месни свештеници и учитељи су такође Власи, који тим језиком проповедају и поучавају. Питање је зашто су „Власи” у Охаби, почетком 19. века додали епитет „Српски” свом насељу (и сачували га више од столећа)? Једино објашњење би било да су тако хтели да сачувају свест о свом етничком пореклу — српским коренима. Садашњи назив тог насеља и те како осмишљен, додатно појачава негативан утисак, сугерише на спроведену (још у другој половини 18. века) „румунизацију”.
Срби и Румуни су припадали век и по јединственој православној јерархији Карловачке митрополије. Канонско одвајање Срба и Румуна довело је након Мађарске буне 1848—1849. године до новог таласа румунизације, у мешовитим општинама. Национално пребројавање водило је до ломова на свим нивоима. Велики број насеља је изгубио примарни етнички српски карактер, током дужег или краћег времена. Ново установљена етничка линија током 19. века која се протезала саобраћајницом од Темишвара, преко Жебеља, Дете, Денте до Вршца, опет је била нарушена. Разбијање братске слоге два православна народа доводило је до насиља, отимачине, подела, осиромашења и пропасти места. Пример који се често користио био је онај у селу Кнез (Тимиш) код Темишвара. Ту су толики Срби „одједном” — пуким изјашњавањем пред расправним комисијама, постајали Власи.
Румунизација Срба је била перфидна и није била уочљива. Настас Петровић је у свом спису: "Румуни и Румунија" објављеном 1875. указао на "влашење". Дотакао се притом асимилације пре свега Бугара, а мање Јевреја, Јермена и Цигана, док о румунизацији Срба није написао ни реч.

## Исходи
Чернетехаз село надомак Темишвара је током 19. века изгубило некадашњи српски идентитет. Иако су становници имали српска имена и презимена, обичаје, фолкор, изговор - они су престали бити Срби. Почетком 20. века нису знали српски језик, и то је било довољно да буду "Румуни". Соња Серацин је истражујући становништво тог места, на основу којег је објавила књигу на румунском језику, са правом указала да је српска већина ту била асимилована, упркос томе што је тада насеље било под јурисдикцијом Карловачке (српске) митрополије. Оних, "правих" Срба је тек неколико било, деценијама.
У банатском месту Фенлаку у другој половини 20. века види се епилог румунизације тамошњих Срба. Још 1953. године у месту са 250 српских домова, мало који укућан је знао српски, изузев омладинаца који су се школовали. Када је 1985. године публициста и новинар Мило Глигоријевић посетио Румунију није било напредка. Он примећује у свој репортажи: У Фенлаку се становници сматрају Србима, изјашњавају се у попису као Срби, имају српска имена и презимена, али не знају и реч српску.